# 成都女业主自焚事件
成都女业主自焚事件发生于2009年11月13日中国四川成都市金牛区天回镇金华村，女业主唐福珍用自焚的方式阻挠有关当局以「违章建筑」为名对自家三层楼房暴力拆迁，终因伤势过重在11月29日晚11时许救治无效死亡。成都当局将事件定性为暴力抗法，自焚事件在中国民间舆论和互联网上引起强烈反响。《南方都市报》发表社论，对地方官员暴力拆迁无视生命提出质疑。中国网民纷纷在中国各大互联网论坛发表评论，称唐福珍为“烈火中涅磐的凤凰”，称“拆迁之战已烽火遍地”。维权组织“中国冤民大同盟”则表示，很多地方政府的权不是为民所用，而是为开发商所用，为房地产开发商谋利益。

## 事件背景
1996年8月，唐福珍丈夫胡昌明以5万元优惠价与金华村签《建房用地协议》，包括4万元青苗补偿费和1万元建房占地款，在未办理《规划建设许可证》及用地审批手续的情况下，在当地建1600多平米的三层高楼房，一楼和二楼做车间，三层用于办公和家人居住。虽未得到合法的“准生证”，但由於当地政府急于招商引资创造业绩，无视国家土地法律，唐家“非法”却被默认使用土地11年。从加工裤子做起直到拥有自己的服装店和代理的服饰品牌，夫妻两人成为当地招商引资成功的企业代表 。
唐胡两人育有一子。1997年，唐福珍收养路边耳聋的残疾弃婴，精心抚养，视为己出。2004年，胡唐二人协议离婚，此处房屋归胡昌明所有，但唐福珍仍然居住在内。
2007年8月，成都市为推进全市四大污水处理厂之一的北大天污水处理厂配套工程建设，决定修建金新路，以连接北新干道和川陕路。专家表明，金新路“不属于法律法规和政策允许使用集体土地建设的项目”，依照法律须征为国有后方可实施建设，而征地审批手续并没有办理，属于“违建” 。尽管如此，成都市金牛区区长马旭称胡昌明于1996年的协议一直未办理相关手续，因此胡的楼房属于违法建设。 金牛村有关方面多次与胡昌明沟通，希望其自行拆除，并允诺按照“1996年建材成本价赔偿”约200万元。胡昌明拒绝接受，并提出800万元的赔偿价格。2007年10月，成都金牛区城管执法局向胡昌明下达《限期拆除违建决定书》，以法律形式下達命令要求其拆除房屋。同年12月，胡不服提行政复议；城管执法局于2008年2月經成都市城管執法局審查，维持原决。2009年4月一拆受阻。金牛区城管执法局实施拆除过程中遭遇唐福珍组织众多亲属反抗阻止，唐福珍甚至以往自己身上泼汽油的方式相挟。拆除未能进行，也使金新路建设中断，排水管道无法建设，污水厂不能运行 。

## 自焚
你们退下，我们可以坐下来商量，否则我就要自焚了!
2009年11月13日早晨，成都金牛区城管执法局二度实施拆除，引起了唐福珍及家属的不满和暴力抗争，在与执法人员争执中发生肢体冲突，造成双方多人受伤。唐福珍因阻止拆迁而站在楼顶天台与城管对峙，最后泼上汽油用打火机自焚。唐福珍的三哥唐福明表示，其妹只求城管撤人双方可坐下商量。唐福明认为唐福珍是因为“看到亲友被打得很惨”才自焚，又指责自焚时城管“不作为”。唐福珍的邻居，见证人邓尤德说，唐福珍多次喊话并企图以自焚来阻吓拆迁人员，但拆迁人员并不理会反持棍棒进攻。邓尤德表示，唐福珍是万般无奈才“自焚”。唐福珍的外甥媳妇魏交也指拆迁人员见人就打。对于家属指责拆迁人员见人就打是“暴力拆迁”；金牛区城管执法局局长钟昌林表示唐福珍及家属扔燃烧瓶是“暴力抗法”，并对胡昌明及多名涉嫌伐罪的唐胡亲属实行刑事拘留。
2009年11月29日，身体被严重烧伤的唐福珍在成都军区总医院抢救了16天之后终因伤势过重而死亡，终年47岁。12月2日，钟昌林局长对于唐福珍的去世表示痛心。12月3日，成都金牛区政府将唐福珍自焚事件定性为“暴力阻挠依法拆违事件”，对唐福珍死亡表示“深感惋惜”，但没有道歉。當天晚10时，钟昌林被停职接受调查。但仅几个月时间，便官复原职。2010年4月在接受《南方周末》采访时，钟表示对唐福珍之死并无任何歉意。称唐的自焚源于本人的法律意识淡薄。是“将个人利益凌驾于公众利益上”的一种极端行为。
尽管不合理的拆迁手段及方式在现时社会已屡见不鲜，但唐福珍最终以自焚而亡这种惨烈的结果对抗不合理的拆迁，仍撼动了中国社会。虽然中华人民共和国的《物权法》明文规定保护公民的私有财产，但是其条款在现实执行当中却显得苍白无力，被迫拆迁的底层弱势群体与暴力拆迁的执行方俨然已成为新的社会矛盾。尽管唐福珍之死得到了空前的同情。但并未唤起政府对普通民众在拆迁过程中所遇到的不公平对待的重视。普通民众对抗拆迁所引发的暴力仍时有发生。如江苏东海一对父子同样以自焚的方式阻止对其物业的清拆。最终68岁的儿子身亡，92岁的老父重伤。在杭州，更有市民在清明时节祭奠唐福珍，以表达对违法拆迁的不满。

## 评论
成都有关部门将该事件定性为暴力抗法，唐福珍的数名亲人或受伤入院或被刑拘。《南方都市报》的社论《唐福珍死于愤怒，愤怒源于无力感》针对当局说唐福珍是暴力抗法评论说：

以死相挟是弱者最后的武器，只有在毫无办法走投无路的情况下，才会使用这样的极端手段。……我们不难再次看到普通人在政府面前的绝对劣势……到底是谁害死了唐福珍呢？真的是她自己么？

唐福珍事件体现了中國法制建设的重大问题。政府在招商引资需要政绩时无视土地法律，而后需要用地时又以“非法用地”为名收回土地。法律不健全，《城市房屋拆迁违法条例》实为官商与民相争的结果。农村房屋拆迁更是漏洞百出。农村征地拆迁主要依据《土地管理法》，《土地管理法实施条例》以及当地政府制定的征地补偿安置方法，补偿标准远远低于城市，大大体现了政府行政行为的强制性。这就导致了“按照1996年建筑成本补偿”的荒诞政策，网友们更是恶搞发帖庆贺“成都市金牛村房价重回1600” 。另外，执法过程也是对法律威严的巨大亵渎。财经网于建嵘表示，“拆迁不走诉讼程序，由无行政执法权的城管局来实施”，“政府作为一方当事人，却又自说自话做起裁判员” 。这些都导致权大于法，沦为政府的工具，失去了其应有的保障社会公平正义的效力。

## 地方政府的利益
北京市长歌律师事务所资深律师刘亚军指成都市金牛区政府的拆迁违背了相关的中国法律法规，他说：“本案的发生，究其原因，是地方政府的某些官员把政绩放在首位，根本不把群众的利益放在心上。就本案而言，大批的地方官员在现场，眼看着一个被拆迁人举火自焚，竟然还下强制拆除的命令，就不仅仅是法律理念的缺失了。”
中国冤民大同盟发起人之一，执行干事张兆林表示，访民在政府的强权面前，非常无力。一些地方政府完全沦为地产开发商的代言人。他说：“有些地方官员的权不是为民所用，而是为开发商所用，他们的情系在开发商的身上，他们的利是为开发商而谋的。不是为我们所谋的。用我们中国人说的难听一点的话，就是做了婊子，还要立牌坊。”